# Blaž Furdi
Blaž Furdi (né le 27 mai 1988) est un coureur cycliste slovène.

## Biographie
Blaž Furdi est membre de l'équipe continentale slovène Adria Mobil en 2007. De 2007 à 2010, il évolue dans l'équipe Sava. Il participe à plusieurs reprises au championnat du monde des moins de 23 ans. Il s'y classe 30e en 2008, 42e en 2009 et 32e en 2010. Il est champion de Slovénie sur route espoirs en 2010, et vice-champion élites en 2010 et 2011. En 2011, il est de nouveau membre de l'équipe Adria Mobil.
Il fait l'objet d'un contrôle positif à l'amphétamine lors du GP Poysdof le 6 mai 2012. Ses résultats sur le SEB Tartu GP et le Grand Prix de Tallinn-Tartu sont annulés, et il est suspendu deux ans par l'UCI jusqu'au 5 mai 2014.

## Palmarès
- 2004
  -  Champion de Slovénie du contre-la-montre cadets
  - 2e du championnat de Slovénie sur route cadets
- 2005
  - Po Stajerski :
    - Classement général
    - Prologue et 2e étape
- 2006
  - 3e étape du Tour de Toscane juniors
  - 4e étape du Tour de Lorraine juniors
  - 2e du Gran Premio dell'Arno
  - 3e du Trophée de la ville d'Ivrée
- 2008
  - 3e du Trophée de la ville de San Vendemiano
  - 3e de la Gara Ciclistica Montappone
- 2009
  - 1re étape de Košice-Tatry-Košice
  - 2e de Košice-Tatry-Košice
  - 2e du championnat de Slovénie du contre-la-montre espoirs
  - 8e du championnat d'Europe sur route espoirs
- 2010
  -  Champion de Slovénie sur route espoirs
  - 1re étape du Istrian Spring Trophy
  - Gran Premio Palio del Recioto
  - 2e du Istrian Spring Trophy
  - 3e du championnat de Slovénie sur route
- 2011
  - 2e du Raiffeisen Grand Prix
  - 2e du Memorial Henryka Lasaka
  - 2e du championnat de Slovénie sur route
- 2012
  - 2e du SEB Tartu GP
  - 3e du Trofeo Zssdi
  - 3e du Grand Prix de Tallinn-Tartu

## Classements mondiaux
| Année           | 2008 | 2009 | 2010 | 2011 | 2012 |
| --------------- | ---- | ---- | ---- | ---- | ---- |
| UCI Asia Tour   |      |      | 257e |      |      |
| UCI Europe Tour | 496e | 429e | 58e  | 61e  | 115e |